# 김연실전
〈김연실전〉(金姸實傳)은 1939년 3월 《문장》에 발표한 김동인의 중편 소설이다. 1939년 5월 〈선구녀〉(先驅女), 1941년 2월 〈진주름〉이라는 이름의 속편이 발표되었다. 김명순을 실제 모델로 했다는 소문이 돌아 발표 당시부터 물의를 일으켰다.
1920년대의 신여성을 모델로 한 이 소설은 김연실(金姸實)이라는 여주인공이 단지 무절제하게 성의 개방 내지 타락을 통해 선각자연(先覺者然)하는 착각된 1920년대 신여성의 일대기를 엮은 것이다. 이 소설은 적나라한 성관계의 묘사로 일본 제국의 출판 불허가 처분을 받은 바 있으며, 작가의 자연주의적 인생관의 극치를 보여 주고 있다. 